# Кладония бесформенная
Кладо́ния бесфо́рменная (лат. Cladonia deformis)  — вид лишайников рода Кладония (Cladonia) семейства Кладониевые (Cladoniaceae).

## Описание
Таллом горизонтальный, состоящий из чешуек 5 мм в диаметре, сверху желтовато-серого цвета, а снизу  — белого или светло-коричневого. Подеции 2—8 см высотой, 3—5 мм толщиной, с желтоватыми соредиями, в нижней части покрыты темным коровым слоем. Апотеции красного или буроватого цвета, располагаются по краям сциф. Размножается как спорами, так и вегетативно (соредиями).
Фотобионт  — зелёная водоросль Трентеполия.

## Распространение и экология
В России встречается в европейской части, на Кавказе. За рубежом обитает
в Европе, Азии, Северной и Центральной Америке.
Обитает на песчаных и гумусовых почвах, на скалах среди мхов и лишайников, на гниющей древесине и основаниях деревьев.

## Химический состав
Содержит усниновую кислоту. Обладает антисептическим действием.

## Значение и применение
Северным оленем (Rangifer tarandus) поедается умеренно в смеси с другими лишайниками.

## Охранный статус
Занесён в Красную книгу Воронежской, Липецкой, Белгородской областей. Встречается на территориях ряда особо охраняемых природных территорий России.